# アウト屋
アウト屋（アウトや）とは、競艇のコース取りに於いて、ほとんどの割合で6コースに進入する選手を指す。
反義語は「イン屋」。類義語は「センター屋」。

## 概要
本来競艇においては、競艇場のコース形状等によって多少差はあるものの、概ねイン側から1～4コースまでの選手が勝つ可能性が非常に高く、最もアウト側となる6コースの選手の勝率は平均で4～5%程度、競艇場別で最も高い戸田競艇場でも8.5%と、アウト側が非常に不利である。そのため、通常の選手はピットアウト直後のコース争いでインコース、もしくはいわゆる「カド」（ダッシュスタートの選手の中で最も内側のコース）を取ることを目指すのが普通だが、競艇選手の一部には「あえて5コースまたは6コースを積極的に選ぶ」スタイルを貫いている選手もおり、そのような選手を「アウト屋」と呼ぶ。
アウト屋は、その奇特なスタイルから熱狂的なファンも多い。阿波勝哉などはその典型で、地元の平和島競艇場ではオリジナルのサンドウィッチや丼（その名も「チルトサンド」「チルト3丼」で、阿波仕様モーターの「チルト3度」にかけている）が発売されたり、B1級で笹川賞への出走資格がないにもかかわらず、ファンから阿波も投票の対象にするべきとの声が上がったほどである。そして2011年7月には平和島競艇場でアウト屋を一同に集めた企画レース「真夏のダッシュ島！グランプリ～アウト屋からの挑戦状～」が開催され、阿波が優勝。参加した他のアウト屋（澤、小川、後藤、盛本など）も多くが節間で勝利を挙げ、4日間の節間6コースからの勝利は14にも及び大きく話題を呼んだ。
アウト屋になるきっかけは主に以下のようなものがある。
- 新人時代にアウトコースに入るという暗黙の了解を続けるうちに、自らのスタイルになった。（阿波勝哉など）
- 抜群のスタート勘にものを言わせる。（能登屋亮一など）

また競艇のコース取りには、先輩・後輩の上下関係や、人脈や過去の貸し借り関係など、様々な要素が絡み、インを取ろうとすると面倒な駆け引きが必要となる場合が少なくないが、アウトスタートを専門とすることでコース取りの駆け引きに惑わされずスタートタイミングのみに集中できることをメリットに挙げる選手もいる。
ただしアウト屋の場合、プロペラの調整が通常の選手と大きく異なる形になることが多いが、2012年のオーナープロペラ制導入以降はそのような調整を行うことが難しくなっているという。そのため勝率面で不利になるケースが多くなっており、「アウト屋卒業」を宣言する選手も現れるようになっている。

## 主なアウト屋
- 阿波勝哉
- 小川晃司
- 能登屋亮一（引退）
- 吉岡修（引退）
- 澤大介（アウト屋引退を宣言）
- 向義行（引退）
- 後藤道也（引退）
- 盛本真輔（現在はアウト屋をやめている）
- 堀之内紀代子